# Sajmište (koncentrationsläger)

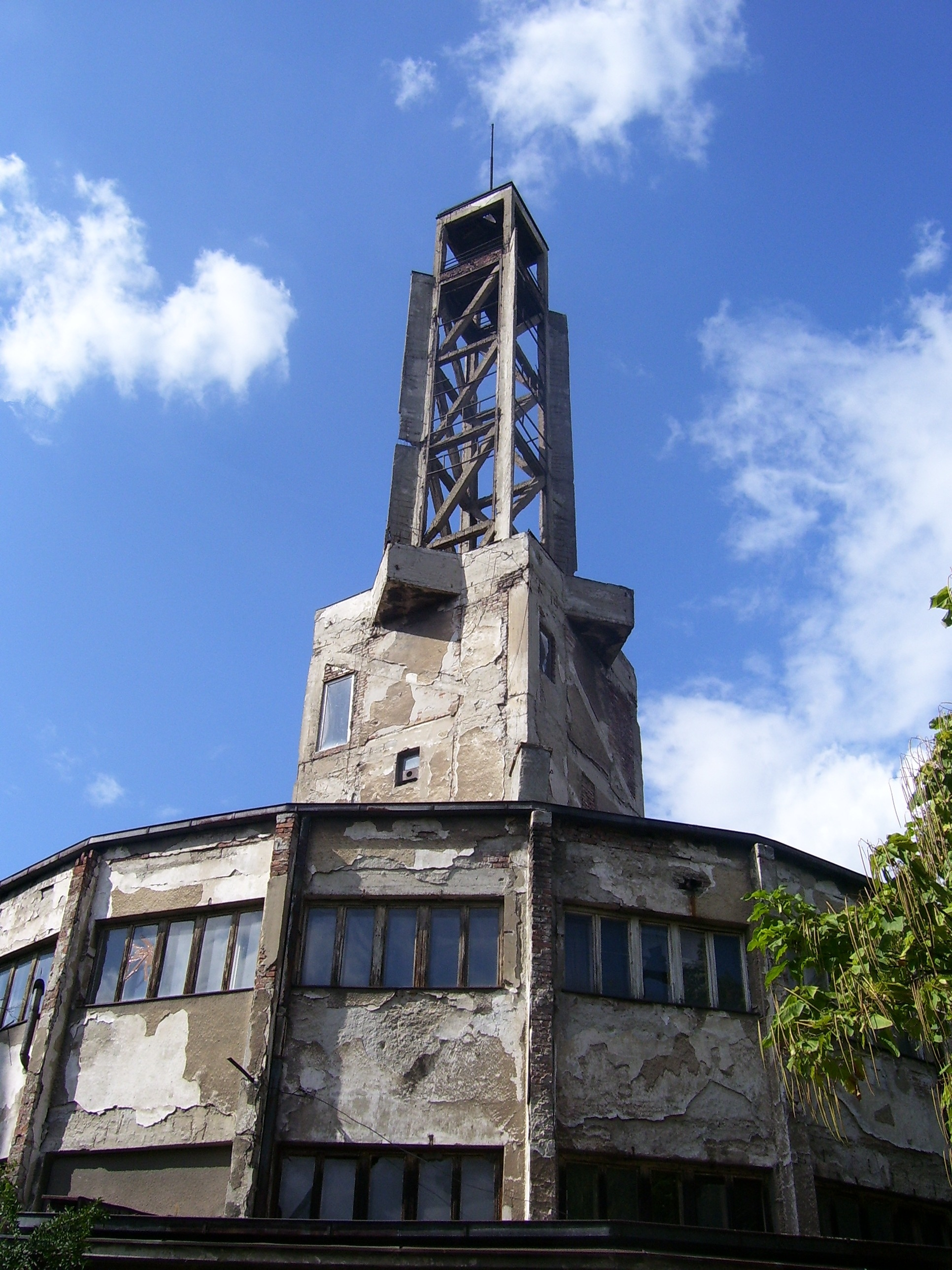
Sajmište

Koncentrationslägret Sajmište (serbiska: Logor Sajmište, även känt som Semlin Judenlager) var ett nazityskt koncentrationsläger, aktivt under andra världskriget, från december 1941 till november 1944. Det var beläget på floden Savas vänstra stränder nära Belgrad i dåvarande Jugoslavien, på territorium som under kriget var ockuperat av Oberoende staten Kroatien. Lägret organiserades och styrdes av SS Einsatzgruppen. 
Sajmište var avsett för serbiska partisaner, judar, romer och politiska fångar. Antalet fångar uppgick till 40 000.. Minst 32 000 serber och 7 000 judar avled i koncentrationslägret
Avrättningarna ägde rum i en gasvagn. Vissa fångar frös ihjäl eller dog på grund av de katastrofala sanitära förhållandena samt undernäring.